# Rugge (waterschap)
Het waterschap Polder Rugge was een polder en waterschap in de gemeente Voorne aan Zee in de Nederlandse provincie Zuid-Holland.
Het waterschap was in 1811 ontstaan als de (gedeeltelijke) rechtsopvolger van het Ambacht Rugge.
Het waterschap was verantwoordelijk voor de waterhuishouding in de polder.